# Lyman Abbott
Lyman Abbott (anglès: Lyman J. Abbott‎)  (Roxbury, 18 de desembre de 1835 - Nova York, 22 d'octubre de 1922) va ser un teòleg, editor, autor congregacionalista i pastor protestant nord-americà. Publicà La teologia d'un Evolucionista i Reminiscències.
Fill de l'escriptor Jacob Abbott (1803–1879), va deixar d'exercir lleis per estudiar teologia i va ser ordenat en 1860. Es va convertir en editor del Illustrated Christian Weekly en 1870 i cap de redacció de la publicació Christian Union de Henry Ward Beecher en 1881. En 1888 va prendre el lloc de Henry Ward Beecher com a pastor de l'Església de Plymouth, a Brooklyn.
Abbott va ser un defensor constant de la democràcia industrial, i va ser un defensor del progressisme de Theodore Roosevelt durant gairebé 20 anys. Més tard adoptaria una teologia marcadament liberal. També era un evolutionista cristià pronunciat. En dos dels seus llibres, L'evolució del cristianisme i La teologia d'un evolucionista, Abbott va aplicar el concepte de evolució en una perspectiva teològica cristiana. Encara que ell mateix s'oposava a ser anomenat un defensor del darwinisme, era un defensor optimista de l'evolució que pensava que "el que Jesús va veure, la humanitat s'està convertint".
Abbott era una figura religiosa d'alguna mena pública i va ser cridat el 30 d'octubre de 1897 per pronunciar un discurs a Nova York al funeral de l'economista Henry George. Finalment va dimitir pastorat el novembre de 1898.